# Totonero 86
Totonero – afera we włoskiej piłce nożnej w roku 1986 związana z handlem meczami w Serie A, Serie B i Serie C1.
Pod koniec czerwca 1986 zapadły ostateczne kary dla klubów oraz zawodników i działaczy, którym udowodniono korupcję.

## Zasądzone kary
Ukarane kluby:
- Udinese (Serie A); minus 9 punktów kary w kolejnym sezonie Serie A (degradacja do Serie B w pierwotnej karze).
- Cagliari (Serie B); minus 5 punktów kary w kolejnym sezonie Serie B.
- Lazio (Serie B); minus 9 punktów kary w kolejnym sezonie Serie B (degradacja do Serie C1 w pierwotnej karze).
- Lanerossi Vicenza (Serie B); wykluczenie z Serie A 1986/87.
- Triestina (Serie B); minus 1 punkt kary w obecnym sezonie Serie B 1985/86 i minus 4 punkty kary w kolejnym sezonie Serie B 1986/87.
- Perugia (Serie B); degradacja do Serie C2 i minus 2 punkty kary w kolejnym sezonie Serie C2 (degradacja do Serie C2 i -5 punktów kary w kolejnym sezonie 1986/87 w pierwotnej karze).
- Palermo (Serie B); minus 5 punktów kary w kolejnym sezonie Serie B.
- Foggia (Serie C1); minus 5 punktów kary w kolejnym sezonie Serie C1 (degradacja do Serie C2 w pierwotnej karze).
- Cavese (Serie C1); degradacja do Serie C2 i minus 5 punktów kary w kolejnym sezonie Serie C2.

Ukarani prezesi i trenerzy klubów:
- Guerino Amato (prezes Cavese); 5 lat dyskwalifikacji z wyłączeniem z FIGC.
- Guido Magherini (Rondinella); 5 lat dyskwalifikacji z wyłączeniem z FIGC.
- Tito Corsi (Udinese); 5 lat dyskwalifikacji z wyłączeniem z FIGC.
- Spartaco Ghini (prezes Perugii); 5 lat dyskwalifikacji (5 lat z wyłączeniem z FIGC).
- Gian Filippo Reali (Sarnico); 3 lata i 9 miesięcy dyskwalifikacji (3 lata i 3 miesiące w pierwotnej karze).
- Ernesto Bronzetti (Foggia); 3 lata dyskwalifikacji (5 lat z wyłączeniem z FIGC w pierwotnej karze).
- Dario Mascharin (prezes Vicenzy); 3 lata dyskwalifikacji (5 lat z wyłączeniem z FIGC w pierwotnej karze).
- Antonio Pigino (Pro Vercelli); 3 lata dyskwalifikacji.
- Giancarlo Salvi (Vicenza); 3 lata dyskwalifikacji.
- Renzo Ulivieri (trener Cagliari); 3 lata dyskwalifikacji.
- Franco Janich (Bari); 6 miesiące dyskwalifikacji (1 rok w pierwotnej karze).
- Aldo Agroppi (trener Perugii); 4 miesiące dyskwalifikacji.
- Onofrio Schillaci (Palermo); 4 miesiące dyskwalifikacji.
- Salvatore Matta (prezes Palermo); 4 miesiące dyskwalifikacji.
- Gastone Rizzato (Vicenza); 4 miesiące dyskwalifikacji.
- Costantino Rozzi (prezes Ascoli); 4 miesiące dyskwalifikacji.
- Giorgio Vitali (Monza); 4 miesiące dyskwalifikacji.

Ukarani gracze:
- Franco Cerilli (Vicenza); 5 lat dyskwalifikacji z wyłączeniem z FIGC.
- Claudio Vinazzani (Lazio); 5 lat dyskwalifikacji z wyłączeniem z FIGC.
- Giovanni Lorini (Monza); 5 lat dyskwalifikacji z wyłączeniem z FIGC.
- Maurizio Rossi (Pescara); 5 lat dyskwalifikacji z wyłączeniem z FIGC.
- Massimo Caccia (Messina); 5 lat dyskwalifikacji.
- Giuseppe Guerini (Palermo); 3 lata i 1 miesiąc dyskwalifikacji.
- Giovanni Vavassori (Campania-Puteolana); 3 lata i 4 miesiące dyskwalifikacji (3 lata w pierwotnej karze).
- Giovanni Bidese (Pro Vercelli); 3 lata i 3 miesiące dyskwalifikacji (3 lata w pierwotnej karze).
- Maurizio Braghin (Triestina); 3 lata dyskwalifikacji.
- Sauro Massi (Perugia); 3 lata dyskwalifikacji.
- Giuseppe Ronco (Palermo); 3 lata dyskwalifikacji.
- Giacomo Chinellato (Cagliari); 2 lata dyskwalifikacji.
- Mauro Melotti (Spal); 1 rok i 6 miesięcy dyskwalifikacji (3 lata w pierwotnej karze).
- Alfio Filosofi (Virescit Bergamo); 6 miesięcy dyskwalifikacji (1 rok w pierwotnej karze).
- Onofrio Barone (Palermo); 5 miesięcy dyskwalifikacji.
- Luigi Cagni (Sambenedettese); 4 miesiące dyskwalifikacji.
- Antonio Gasparini (Monza); 4 miesiące dyskwalifikacji.
- Mario Giudetti (Pro Vercelli); 4 miesiące dyskwalifikacji.
- Tullio Gritti (Brescia); 4 miesiące dyskwalifikacji.
- Tiziano Manfrin (Sambenedettese); 4 miesiące dyskwalifikacji.
- Antonio Bogoni (Cesena); 4 miesiące dyskwalifikacji.
- Stefano Donetti (Martina Franca); 3 miesiące dyskwalifikacji.
- Silvano Benedetti (Palermo); 1 miesiąc dyskwalifikacji.
- Tebaldo Bigliardi (Palermo); 1 miesiąc dyskwalifikacji.
- Massimo Bursi (Palermo); 1 miesiąc dyskwalifikacji.
- Gianni De Biasi (Palermo); 1 miesiąc dyskwalifikacji.
- Oliviero Di Stefano (Palermo); 1 miesiąc dyskwalifikacji.
- Franco Falcetta (Palermo); 1 miesiąc dyskwalifikacji.
- Andrea Pallanch (Palermo); 1 miesiąc dyskwalifikacji.
- Claudio Pellegrini (Palermo); 1 miesiąc dyskwalifikacji.
- Mario Piga (Palermo); 1 miesiąc dyskwalifikacji.
- Michele Pintauro (Palermo); 1 miesiąc dyskwalifikacji.
- Mario Romiti (Barletta); 1 miesiąc dyskwalifikacji.
- Orazio Sorbello (Palermo); 1 miesiąc dyskwalifikacji.